# Fairey III
Il Fairey Aviation Fairey III fu la designazione di una famiglia di biplani da ricognizione britannica che vanta un periodo di produzione e di servizio molto lunghi sia nella variante terrestre che idrovolante. Il primo volo avvenne il 14 settembre 1917, mentre alcuni esemplari erano ancora in uso durante la seconda guerra mondiale.

## Storia

### Sviluppo
Il prototipo del Fairey III fu l'idrovolante N.10, progettato e costruito nel 1917 dalla Fairey Aviation (insieme al più piccolo N.9) per soddisfare la Specifica N.2(a) dell'Ammiragliato per un idrovolante imbarcato per il Royal Naval Air Service (Reale Servizio Aeronautico Navale) durante la prima guerra mondiale. Il N.10, conosciuto anche con il suo numero di costruzione F.128, era un biplano a due alloggiamenti con ala pieghevole e propulso da un motore Sunbeam Maori da 260 hp (190 kW). Il primo volo avvenne dall'idroscalo di Port Victoria sull'Isle of Grain, nel Kent, il 14 settembre 1917.
A seguito dei collaudi sia come idrovolante che con un carrello d'atterraggio convenzionale, furono ordinate in produzione le due versioni entrambe propulse dal Maori, la IIIA e la IIIB, con un quantitativo previsto di 50 e 60 velivoli rispettivamente. Il Fairey IIIA era un aereo da ricognizione progettato per operare da portaerei, e come tale è stato dotato di un carrello a ruote o pattini, mentre il Fairey IIIB è stato progettato come idrovolante bombardiere, con una più ampia apertura alare dell'ala superiore (aumentata da 46 ft 2 in (14,19 m) a 62 ft 9 in (19,13 m) ed un carico di tre bombe da 230 libbre (105 kg). Mentre tutti i 50 Fairey IIIA furono costruiti, solo 28 Fairey IIIB furono completati come previsto, dato che era disponibile una nuova versione come idrovolante da bombardamento e ricognizione, il Fairey IIIC, 36 dei quali uscirono di fabbrica, che adottava un'ala superiore uguale al Fairey IIIA, ma era propulso dal più potente e affidabile Rolls-Royce Eagle VIII da 375 hp (280 kW) e poteva ancora trasportare un carico utile di bombe. Molti dei IIIB sono stati completati come IIIC.
Il primo modello di principale produzione fu il Fairey IIID, il quale era un IIIC migliorato, con predisposizione per un terzo membro dell'equipaggio e la possibilità di essere equipaggiato sia con degli scarponi da idrovolante che con un carrello convenzionale su ruote. Volò per la prima volta nell'agosto del 1920, propulso da un Rolls-Royce Eagle, e la produzione iniziale per il Fleet Air Arm, insieme ai velivoli prodotti per l'Australia ed il Portogallo, mantennero l'Eagle, mentre la produzione successiva fu equipaggiata dal più potente Napier Lion. Le varianti imbarcate erano solitamente a tre posti, pilota, osservatore e mitragliere e le ali potevano essere ripiegate parallelamente alla fusoliera per il ricovero a bordo della nave. Nella configurazione idrovolante, i Fairey III imbarcati potevano essere lanciati dal ponte di volo utilizzando un carrello e, al loro ritorno, sarebbero atterrati in acqua. L'idrovolante Fairey III poteva anche essere lanciato da una nave per mezzo della catapulta. Il Fairey IIID era dotato di una fusoliera con struttura in legno, rivestita in tela e generalmente era propulso da un'elica bipala in legno a passo fisso. Un Fairey IIID fu costruito con ali e scarponi in metallo. Vennero prodotti un totale di 207 Fairey IIID per la Fleet Air Arm e la RAF, assieme con altri 20 esemplari per l'esportazione.
Un idrovolante Fairey III (marche G-EALQ) con un Napier Lion da 450 hp venne inserito nel concorso per un aereo anfibio commerciale del Ministero dell'Aria nel mese di settembre 1920.
Il più prolifico e duraturo dei Fairey III fu il modello finale, il Fairey IIIF, che fu progettato per soddisfare la Specifica 19/24 dell'Air Ministry per un aereo ricognitore da tre posti per la Fleet Air Arm e di un velivolo biposto generico per l'Aeronautica. Il Fairey IIIF, che volò per la prima volta il 20 aprile 1926, possedeva un'installazione del motore più snella ed inizialmente una fusoliera mista in metallo ed in legno, con ali simili a quelle del Fairey IIID, benché gli esemplari di fine serie vennero costruiti con una fusoliera ed ali tutte in metallo.
Oltre 350 Fairey IIIF vennero utilizzati dall'Arma Aerea della Flotta britannica, diventando così il tipo più diffuso di velivolo in servizio della Flotta tra le due guerre. Infatti, tra gli aerei militari britannici del primo dopoguerra, solo la famiglia degli Hawker Hart fu prodotta in maggiore serie.
Tre Fairey IIIF sono stati modificati come addestratori d'artiglieria radio-controllati, noti come Fairey Queen. Il Fairey IIIF è stato anche la base per lo sviluppo del Fairey Gordon e del Fairey Seal.

### Impiego operativo

#### Le prime versioni
Il Fairey IIIA e IIIB ebbero un limitato servizio operativo verso la fine della guerra, in particolare alcuni Fairey IIIB furono usati per compiti di ricerca delle mine dall'idroscalo di Westgate-on-Sea. Il Fairey IIIC entrò in servizio nel novembre 1918, ma non effettuò alcun pattugliamento a causa dell'armistizio di Compiègne che pose fine alle ostilità con la Germania. Sette Fairey IIIC furono schierati ad Arcangelo nel 1919 dalla nave appoggio idrovolanti HMS Pegasus a sostegno della forza di spedizione nella Russia del Nord, parte dell'intervento alleato nella guerra civile russa. Furono impiegati per compiere bombardamenti contro le comunicazioni nevali e ferroviarie bolsceviche.

### Fairey IIID
Il IIID Fairey è stato impiegato dall'Aeronautica e dalla Flotta britanniche così come dall'aviazione di Portogallo (11 aerei) ed Australia.
L'Australia ha ricevuto sei Fairey IIID, il primo dei quali consegnato nel mese di agosto del 1921. Nel 1924, il terzo dei Fairey australiani, designato ANA.3 (Australian Naval Aircraft, aereo navale australiano), pilotato da Stanley Goble (che più tardi divenne Air Vice Marshal, ovvero vice maresciallo dell'aria) e Ivor McIntyre è stato insignito del Britannia Trophy dal Royal Aero Club per aver circumnavigato l'Australia in 44 giorni. Il Fairey IIID rimase in servizio, in Australia, fino al 1928.
Il Portogallo ordinò il suo primo Fairey IIID nel 1921, modificato come F.400, e venne utilizzato per tentare di sorvolare l'Atlantico del Sud a partire dal 30 marzo 1922, fermandosi a Las Palmas, São Vicente, Capo Verde prima di perdere uno scarpone in atterraggio ed affondare, durante una sosta di rifornimento presso l'arcipelago di San Pietro e San Paolo. I portoghesi terminarono il viaggio con altri due aerei dello stesso tipo, completando la prima traversata dell'Atlantico del Sud, 72 giorni dopo la loro partenza da Lisbona.
Il Fairey IIID entrò in servizio nel Fleet Air Arm, l'aviazione navale britannica, nel 1924, operando da basi costiere, navi portaeromobili e galleggianti finché non venne sostituito dal Fairey IIIF nel 1930. Il RAF Cape Flight usò quattro Fairey IIID per effettuare un volo di lunga distanza, in formazione, da Il Cairo a Città del Capo e ritorno nel 1926, il primo volo di lungo raggio in formazione dalla RAF ed il primo volo della RAF in Sud Africa. I Fairey IIID del Fleet Air Arm sono stati utilizzati per difendere gli interessi britannici a Shanghai contro le forze ribelli cinesi nel 1927.

## Utilizzatori
(lista parziale)
 Argentina
- Aviación Naval - IIIF

 Australia
- Royal Australian Air Force - IIID

 RSFS Russa
- Raboče-Krest'janskij Krasnyj vozdušnyj flot - IIIC

 Regno Unito
- Royal Air Force - IIIA, IIIB, IIIC, IIIF
- Fleet Air Arm - IIID, IIIF